# 脱脱 (札剌亦儿人)
脱脱（1264年—1307年），元朝札剌亦儿部人。
高祖父木华黎，曾祖父孛鲁，祖父速浑察，父亲撒蛮。脱脱少年为元世祖忽必烈宿卫，喜欢和儒生谈论诸事。至元二十四年（1287年），参与征讨乃颜，因功被赐御用佩刀。次年，随忽必烈和铁穆耳征讨哈丹秃鲁干，大败敌军。铁穆耳即位为元成宗后，脱脱担任上都留守、通政院使、虎贲亲军都指挥使。大德三年（1299年），脱脱出任江浙行省平章政事，脱脱拒绝贿赂，镇压豪强，在官任上去世。

## 延伸阅读
[在维基数据编辑]
 《新元史/卷120》，出自柯劭忞《新元史》